# Kino Roma
Kino Roma – kino znajdujące się w Zabrzu przy ulicy Padlewskiego 4, najstarsze kino na Górnym Śląsku.
Zaprojektowane przez Prestinariego z Katowic i Beckera z Zawodzia zostało otwarte 22 grudnia 1912 roku pod ówczesną nazwą „Kino Lichtspielhaus”. W 1945 roku nazwa została zmieniona na „Kino Wolność”, a następnie na „Kino Roma”.